# Apalone mutica
Apalone mutica är en sköldpaddsart som beskrevs av den franske naturalisten Charles Alexandre Lesueur 1827. Apalone mutica ingår i släktet Apalone och familjen lädersköldpaddor. IUCN kategoriserar arten globalt som livskraftig.
Arten förekommer i Mississippiflodens avrinningsområde i centrala och södra USA.
Apalone mutica hittas främst intill små floder och insjöar med mjuk botten. Den äter insekter, små ryggradsdjur, frön och frukter. Hos honor blir skölden upp till 36 cm lång och hannarnas sköld kan bli 27 cm lång. Unga hannar blir efter fyra år könsmogna och honor kan para sig när de är nio år gamla. Individerna kan leva 20 år.
Per år lägger honor två eller tre gånger ägg. Per tillfälle läggs cirka 14 ägg som kläcks efter 44 till 82 dagar. Nykläckta ungar är 33 till 37 mm långa.
Beståndet hotas i viss mån av vattenföroreningar. Några exemplar hamnar som bifångst i fiskenät.

## Underarter
Arten delas in i följande underarter:
- A. m. mutica
- A. m. calvata